# Cấu trúc bậc ba của protein

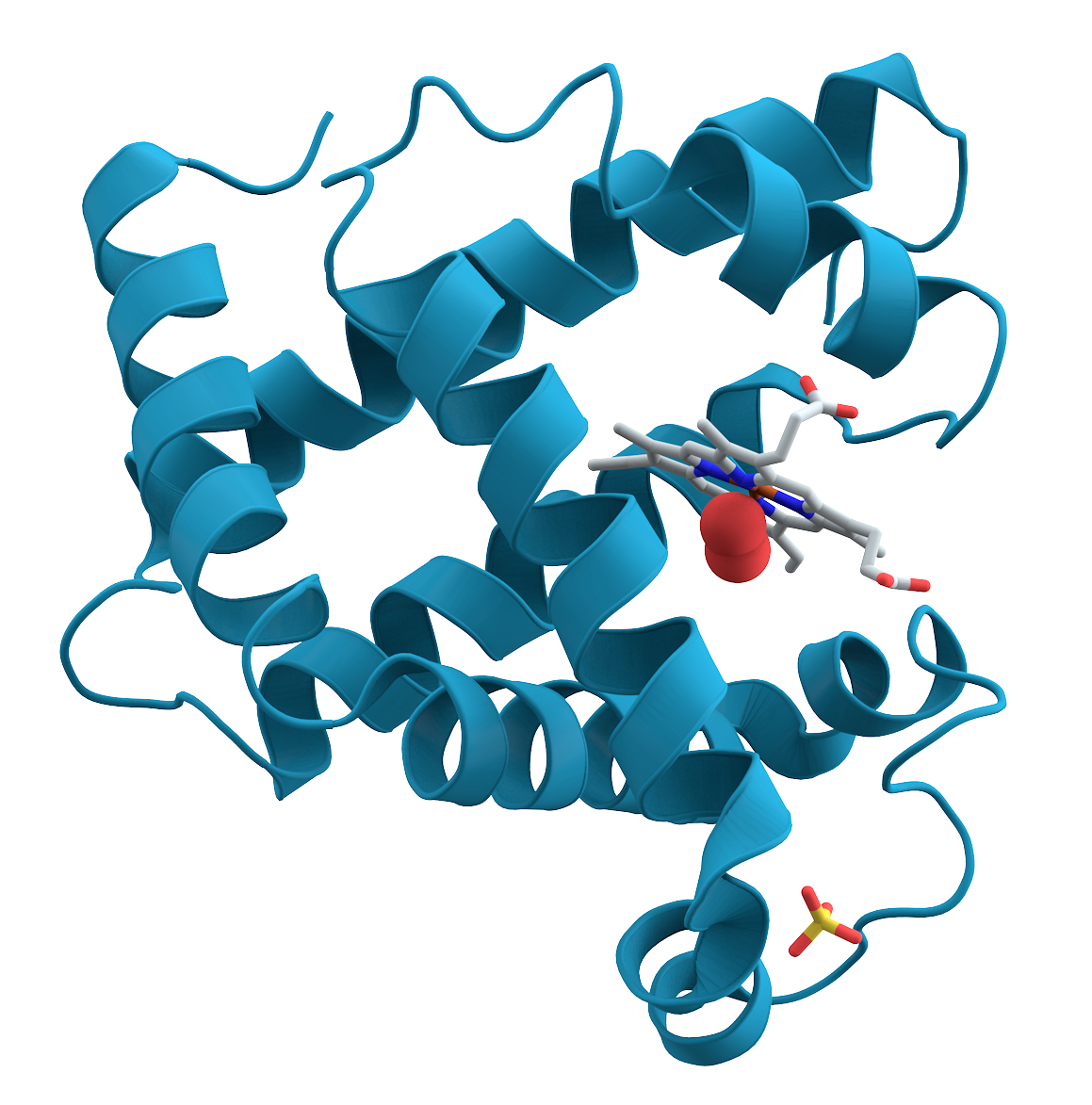
Một mô phỏng cho cấu trúc bậc ba của protein, đây là myoglobin

Cấu trúc bậc ba của protein là hình dạng ba chiều của một protein. Cấu trúc bậc ba sẽ có một chuỗi 'xương sống' polypeptide duy nhất với một hoặc nhiều cấu trúc bậc hai của protein, và các miền protein. Các chuỗi bên amino acid có thể tương tác và liên kết với nhau theo nhiều cách. Các tương tác và liên kết của các chuỗi bên trong một protein cụ thể xác định cấu trúc bậc ba của nó. Cấu trúc bậc ba của protein được xác định bởi các cách phối trí các nguyên tử của nó. Các phối trí này có thể tham chiếu đến một miền protein hoặc toàn bộ cấu trúc bậc ba của protein. Một số cấu trúc bậc ba có thể tạo tiếp thành một cấu trúc bậc bốn.

## Lịch sử
Khoa học về cấu trúc bậc ba của protein đã phát triển từ một giả thuyết đến một định nghĩa chi tiết. Mặc dù Emil Fischer đã đề xuất rằng các protein được tạo thành từ chuỗi polypeptide và chuỗi bên amino acid, thì đến Dorothy Maud Wrinch đã kết hợp hình học vào dự đoán cấu trúc protein. Wrinch đã chứng minh điều này với mô hình Cyclol, dự đoán đầu tiên về cấu trúc của một protein hình cầu. Các phương pháp hiện đại nay có thể xác định, chứ không phải dự đoán, cấu trúc bậc ba trong vòng 5 Å (0,5 nm) đối với các protein nhỏ (<120 chuỗi bên) và trong điều kiện thuận lợi, có thể tự tin dự đoán cấu trúc bậc bốn

## Yếu tố quyết định
Protein hình cầu có một lõi gồm các chuỗi bên amino acid kỵ nước và một phần bề mặt tiếp xúc với nước, tích điện, với các chuỗi bên ưa nước. Sự sắp xếp này có thể ổn định các tương tác trong cấu trúc bậc ba. Ví dụ, trong các protein tiết, mà không 'tắm' trong tế bào chất, liên kết disulfide giữa chuỗi bên cysteine giúp duy trì cấu trúc bậc ba. Có một sự phổ biến của các cấu trúc bậc ba ổn định được thấy trong các protein với chức năng đa dạng và sự tiến hóa đa dạng. Ví dụ, nếp gấp thùng TIM, được đặt tên theo enzyme triosephosphateisomerase, là một cấu trúc bậc ba phổ biến với dạng giống như cuộn dây với độ ổn định cao, dimer, cuộn. Do đó, protein có thể được phân loại theo cấu trúc mà chúng nắm giữ. Một số cơ sở dữ liệu của các protein sử dụng phân loại như SCOP và CATH.